# Мещеряков, Виталий Михайлович
Виталий Михайлович Мещеряков — генеральный директор НПО «Электроника», лауреат Государственной премии СССР.
Родился 27 мая 1941 года в Землянском районе Воронежской области в семье кузнеца. В начале 1960-х гг. работал формовщиком на заводе «Воронежсельмаш».
Окончил Воронежский политехнический институт (1969), выпускник кафедры полупроводниковой электроники (ППЭ).
С 1969 г. работал в НИИ полупроводникового машиностроения (НИИПМ, с 1976 г. в составе НПО «Электроника») (Воронеж). Главный конструктор микропроцессорного набора БИС серии 1804. В 1983—1985 гг. директор НИИПМ.
С 1985 по 2000 г. генеральный директор НПО «Электроника». В период его руководства в НПО входило 7 заводов, одно СКБ и 3 научно-исследовательских института по разработке и выпуску электроники и микроэлектроники.
С 1998 по 2004 г. председатель Совета директоров ОАО «Воронежский ордена Ленина завод полупроводниковых приборов» (ВЗПП). В 2004—2008 гг. ген. директор ОАО "Управляющая компания «Воронежская электроника».
Кандидат технических наук. Получил 32 авторских свидетельства на изобретения.
Соавтор книг:
- Проектирование цифровых систем на комплектах микропрограммируемых БИС / С. С. Булгаков, В. М. Мещеряков, В. В. Новоселов, Л. А. Шумилов; ред. В. Г. Колесников. — М. : Радио и связь, 1984. — 239 с.
- Комплект БИС К1804 в процессорах и контроллерах / [В. М. Мещеряков, И. Е. Лобов, С. С. Глебов и др.]; Под ред. В. Б. Смолова. — М. : Радио и связь, 1990. — 255 с. : ил.; 21 см; ISBN 5-256-00250-3

Лауреат Государственной премии СССР 1986 года — за разработку и внедрение в производство унифицированных интерактивных программно-аппаратных комплексов семейства «Кулон».
Награждён орденом Дружбы народов, серебряной медалью ВДНХ.
Умер в Воронеже 10 марта 2022 года.